# Quoya verbascina
Quoya verbascina, thường được gọi là golden bush, là tên của một loài thực vật có hoa trong họ hoa môi và là loài đặc hữu của miền Tây nước Úc. Nó là loài cây bụi, mọc thẳng đứng, với các cành và lá được phủ lông tơ. Hình dáng của lá thuôn nhưng nó thì lại thường thay đổi, không ổn định và dài gần 3–7 cm (1–3 in), rộng 1–3 cm (0,4–1 in), dày, mềm. Hoa có màu trắng hơi hồng, bên trong có những đốm màu hồng. Lá đài của hoa có màu vàng và cũng có nhiều lông tơ.
Quoya verbascina là một loại cây bụi mọc thẳng với thân và cành được phủ bằng lông tơ màu nâu đỏ, nâu nhạt hoặc nâu vàng nhạt.
Mùa hoa vào khoảng tháng 7 đến tháng 12, sau đó sẽ kết quả có hình bầu dục nhưng cong, dài 2,5–3 mm (0,098–0,12 in), được phủ bằng lông tơ mềm và còn dính lá đài.
Loài này được mô tả chính thức vào năm 1859 bởi Ferdinand von Mueller, người đã đặt tên nó là Chloanthes verbascina. Mô tả đã được xuất bản trong Fragmenta phytographiae Australiae từ việc quan sát một mẫu vật được Augustus Oldfield thu thập gần sông Murchison. Năm 1870, George Bentham đổi tên thành Pityrodia verbascina nhưng vào năm 2011, Barry Conn và Murray Henwood đã đổi tên thành Quoya verbascina và công bố sự thay đổi này trong Australian Systematic Botany. Tên loài "verbascina" có nguồn gốc từ tên Latin của loài cây có tên gọi là "Verbascum".
Golden bush chủ yếu thường mọc trên ven đường. Nó chủ yếu được tìm thấy ở khu vực giữa Carnarvon, Moora và trong các khu vực sinh học như Avon Wheatbelt, Carnarvon, Geraldton Sandplains, Murchison, Swan Coastal Plain và Yagoo.
Quoya verbascina được phân loại là loài "không bị đe dọa" bởi Department of Parks and Wildlife của Chính phủ Tây Úc.